# Моркам (залив)
Моркам (англ.  Morecambe) — залив в английских графствах Камбрия и Ланкашир.

## Описание
Является заливом Ирландского моря, глубоко врезающимся в северо-западное побережье Англии между портом Барроу-ин-Фернесс на севере и морскими курортами Моркам и Хейшем на юге. Залив отделяет регион Фернесс исторического графства Ланкашир (ныне графство Камбрия) от остальной части Ланкашира. Большая часть водных объектов Озёрного края, лежащего к северу, впадает в залив.